# Aeroportul Diyarbakır
Aeroportul Diyarbakır (IATA: DIY, ICAO: LTCC) este un aeroport din Diyarbakır, Provincia Diyarbakır, Turcia ce deservește zona Diyarbakır. Aeroportul a fost tranzitat în 2022 de 1.670.293 de pasageri. A fost deschis în 1952.
Situat la o altitudine de 686 m, aeroportul dispune de o singură pistă. Este operat de General Directorate of State Airports (Turkey)⁠(d).